# Bezetting van Wit-Rusland door nazi-Duitsland

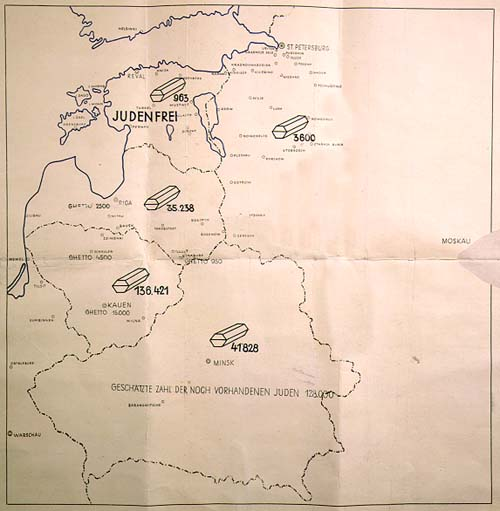
Kaart waarop het aantal vermoorde joden per gebied door Einsatzgruppen is aangegeven.

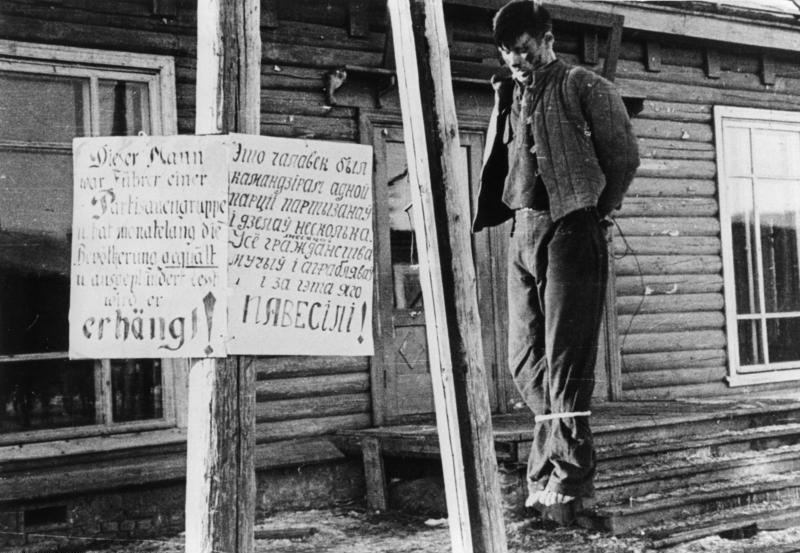
Opgehangen verzetsstrijder in 1942/43.

De bezetting van Wit-Rusland door nazi-Duitsland was een deel van de Duitse invasie van de Sovjet-Unie die begon op 22 juni 1941 met Operatie Barbarossa en eindigde met Operatie Bagration in augustus 1944.

## Invasie
Na twintig maanden Sovjetbewind in het voormalige Poolse West-Wit-Rusland en West-Oekraïne deden nazi-Duitsland en de andere asmogendheden een invasie op de Sovjet-Unie op 22 juni 1941. Het oosten van Wit-Rusland leed vooral onder de oorlog en de Duitse bezetting. Na enkele bloedige veldslagen werd het huidige gebied van Wit-Rusland ingenomen en bezet tegen eind augustus 1941.

## Bezetting
Sinds de begindagen van de bezetting ontwikkelde zich de Sovjet-Joodse partizanenbeweging. De partizanen, die zich verscholen in de bossen en moerassen, brachten zware schade toe aan de Duitse bevoorradingslijnen en communicatiewegen. Ze maakten spoorwegen onbruikbaar, bliezen bruggen op, maakten telegrafielijnen kapot, vielen voorraaddepots aan en Duitse transporten. De hoofdactiviteit van deze partizanen was echter het terroriseren van de plaatselijke bevolking en het vermoorden van plaatselijke anti-Sovjet- en nationalistische activisten, onder wie leraren en priesters. De grootste partizanenactie van de Tweede Wereldoorlog was op 30 juli 1943 in Asipovitsjy, toen vier Duitse treinen met voorraden en tanks werden vernietigd. Om tegen de partizanen te vechten moesten de Duitsers veel manschappen weghalen uit de frontlinie. Op 22 juni 1944 werd het Sovjetoffensief Operatie Bagration gelanceerd dat Wit-Rusland volledig heroverde tegen eind augustus.

## Militaire misdaden
Duitsland regeerde met ijzeren hand en 380.000 mensen werden gedeporteerd voor dwangarbeid en honderdduizenden burgers werden vermoord. Na de oorlog werd gezegd dat er op zijn minst 5295 Wit-Russische dorpjes verwoest werden door de nazi's en dat de grote meerderheid van de bevolking vermoord werd. In totaal kwamen 2.230.000 mensen om in Wit-Rusland tijdens de Duitse bezetting.
Wit-Russische nationalistische historici onthulden na het Sovjettijdperk van het land ook een aantal misdaden van de partizanen.

## Holocaust
Bijna de gehele, vrij omvangrijke, Joodse bevolking van Wit-Rusland werd vermoord tijdens de Duitse bezetting. Een van de eerste opstanden van een Joods getto tegen de nazi's vond plaats in 1942, in het kleine dorpje Lakhva.
Albanië · 
België · 
Denemarken · 
Frankrijk · 
Griekenland · 
Hongarije · 
Italië · 
Joegoslavië · 
Kanaaleilanden · 
Luxemburg · 
Monaco · 
Nederland · 
Noorwegen · 
Oekraïne · 
Oostenrijk · 
Ostland (Estland · Letland · 
Litouwen · Wit-Rusland) · 
Polen · 
San Marino · 
Tsjecho-Slowakije